# Śmierć cywilna
Śmierć cywilna – instytucja prawa cywilnego wprowadzona przez Kodeks karny Napoleona, funkcjonująca w postępowaniu karnym. Oznaczała utratę zdolności prawnej i była skutkiem najcięższych kar. Została zniesiona w 1825 roku w Królestwie Polskim, a w 1854 roku we Francji.
Obecnie uważa się, że śmierć cywilna jest sprzeczna z podstawowymi zasadami europejskiego porządku prawnego, dlatego jeżeli przewiduje ją prawo obce, na podstawie którego – zgodnie z prawem międzynarodowym prywatnym – wydaje wyrok polski sąd, zastosowanie śmierci cywilnej na terenie Polski jest wyłączone.
W publicystyce „śmierć cywilna” to często spotykane potoczne określenie na ubezwłasnowolnienie całkowite.